# Mustafa I.

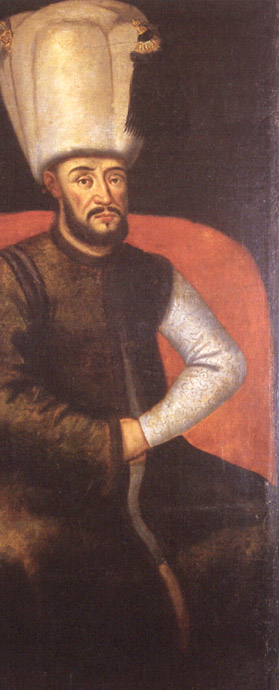
Mustafa I., Ölgemälde, Topkapı-Palast, Istanbul

Mustafa I. (osmanisch مصطفى الأول; geboren 1592; gestorben 20. Januar 1639) war Sultan des Osmanischen Reiches von 1617 bis 1618 und von 1622 bis 1623. Er war der Bruder von Ahmed I.

## Leben

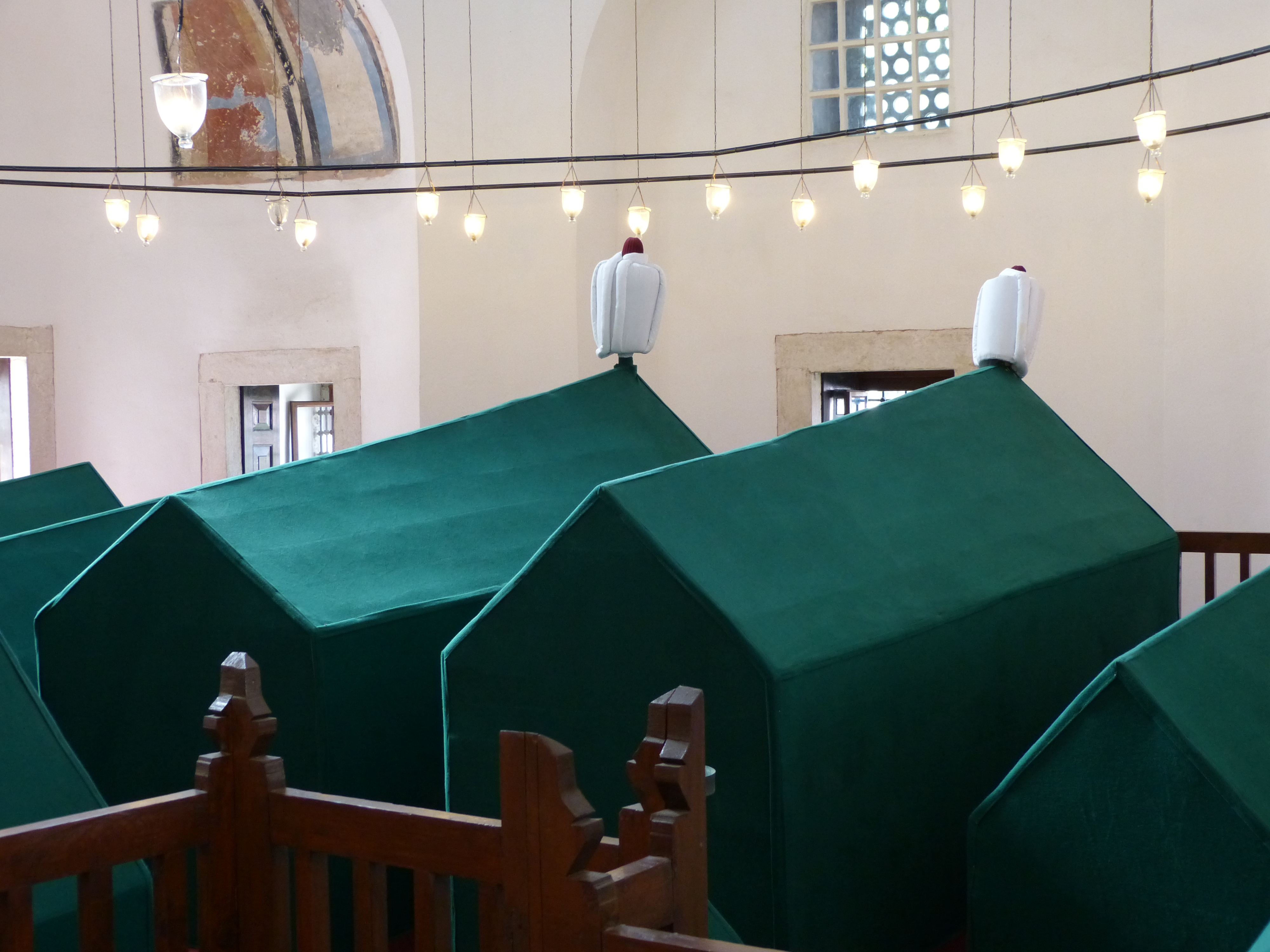
Von links nach rechts: Türbe von Mustafa I. und seines Neffen Sultan Ibrahim

Mustafa wurde als Zweijähriger in den sogenannten „Prinzenkäfig“ gesteckt, wo er während der Herrschaft seines Bruders 14 Jahre verbringen musste. Vermutlich war er aus diesem Grund geistig zurückgeblieben, vielleicht auch neurotisch und daher ein Spielball der Machtspiele im Istanbuler Topkapı-Palast. Seit Sultan Mehmed II. (Regierungszeit von 1441 bis 1461) war es osmanischer Brauch gewesen, die verbliebenen Brüder des Thronbesteigers aus der Angst vor Machtkämpfen erdrosseln zu lassen. Erst Mustafas Bruder Ahmed I. hatte vom machtfestigenden Brauch des Brudermordes abgesehen und das sogenannte Prinzengefängnis (türkisch ḳafes „Käfig“) eingerichtet.
Nach dem Tod seines Bruders kam Mustafa 1617 auf den Thron, da Ahmeds Sohn Osman damals erst 13 Jahre alt war (Ahmed selbst war in ebendiesem Alter an die Macht gekommen; vielleicht war seine kurze Regierungszeit den Zeitgenossen zur Mahnung geworden). Mustafa wurde jedoch nach nur 96 Tagen im Jahre 1618 wegen Regierungsunfähigkeit wieder abgesetzt, und an seiner Stelle wurde sein minderjähriger Neffe als Osman II. nun doch neuer Sultan. Nach dessen Ermordung 1622 wurde Mustafa noch einmal für ein Jahr Sultan. Da er aber mit dieser Aufgabe wegen seiner angeborenen Geistesschwäche noch immer überfordert war und im Wahn nach seinem erdrosselten Neffen Osman II. rief, wurde er infolge einer Fatwa des Scheichülislam durch die Janitscharen abgesetzt und erneut eingesperrt. Er starb 16 Jahre später im „Prinzenkäfig“. Sein Grab befindet sich im ehemaligen Baptisterium vor der Hagia Sophia. Nachfolger wurde Osmans Bruder Murad IV.